# Pepe Guízar
José “Pepe” Guízar Morfín (Guadalajara, Jalisco, 12 de febrero de 1912 - Ciudad de México, 27 de septiembre de 1980) fue un compositor mexicano de música popular. Es autor de canciones rancheras, sones jaliscienses y boleros. Hizo sus primeros estudios en su ciudad natal y se trasladó a la Ciudad de México en 1928, donde siguió estudios de música, declamación y poesía. Trabajó en la radiodifusora mexicana XEW, donde adquirió el nombre de El pintor musical de México, por las muchas canciones que compuso dedicadas a diferentes lugares de su patria. Compuso la canción " Guadalajara ", una canción popular de mariachi. Su melodía, "Sin tí", "Como México no hay dos" y la melodía "A Poco No", la cual se puede escuchar en la película de 1941, Citizen Kane, de Orson Wells.

## Biografía
Pepe Guízar era hijo de Luis Guízar Valencia y Maria Morfín. Sus primeros estudios los realizó en el Colegio Don Atilano Zavala y el Instituto de Ciencias de Jalisco. En 1928 se traslada a la Ciudad de México e ingresa en la Escuela Nacional Preparatoria. Posteriormente se realizaron los primeros tres años de licenciatura en Derecho por la Facultad de Ciencias Jurídicas y Sociales. También estudió música y recitación en el Conservatorio Nacional comenzando en música y piano por el maestro J. Jesús Estrada. El profesor Erasmo Castellanos Quinto lo contagió del gusto por la poesía.
Guízar fue apodado "El pintor musical de México" por la radio XEW porque sus composiciones dibujan la geografía musical de México. Fue un compositor folclórico que se esforzó por "disfrazar" la música mexicana, moviéndola de las calles y bares para entrar a las salas de conciertos, haciéndola competir con el tango y el bolero, cuando estaban de moda. Enamorado de la vida provincial mexicana y sus canciones tienen profundas raíces nacionales de México, su gente, el mariachi y la gente de Jalisco. Además de Guadalajara, escribió Corrido del Norte, Como México no hay dos y Tehuantepec, todos éxitos que marcaron una época en la vida de la música mexicana.. Pepe Guízar dio vigencia a todo un movimiento musical interesado en restaurar los valores y la vida de su gente más allá de la capital.
El gobierno del Estado de Jalisco le otorgó el Castillo de los Colomos para vivir, pero su mala salud no le permitió habitarlo por mucho tiempo. Por una enfermedad cardíaca y por indicaciones médicas vivió en Mocambo (actualmente su residencia se conserva y se encuentra ubicada frente al Acuario de Veracruz) un suburbio de la Ciudad y Puerto de Veracruz, por algunos años, siendo bien recibido por la población jarocha. Viajaba con frecuencia a la Ciudad de México para sentirse rodeado de gente y murió en uno de estos viajes el 17 de septiembre de 1980. Hoy el castillo, que ya no es de "Colomitos lejanos", lleva su nombre. Sus restos descansan en el Panteón Jardín de la Ciudad de México.

## Composiciones populares
- Guadalajara
- Tehuantepec, Chilena
- Como México no hay dos
- Corrido del Norte
- Sin Ti
- Pregones de México
- China Poblana
- Sarape de Saltillo
- Flor de Tabasco
- Ciudad Blanca
- Acuarela Potosina
- Cerro de la silla
- Cordobesa
- Luís Mariano

## Intérpretes de sus canciones
- Luis Miguel
- Mariachi Vargas de Tecalitlán
- Mariachi "México" de Pepe Villa
- Jorge Negrete
- Pedro Infante
- Los Panchos
- María de Lourdes
- Antonio Bribiesca
- Antonio Aguilar
- Hermanas Huerta
- Javier Solís
- Lucha Villa
- Vicente Fernández
- El Trío Los Caporales
- Los Tigres del Norte
- Xavier Cugat
- Ignacio López Tarso